# Ché Jenner
Ché Jenner (Delft, 18 mei 1987) is een Nederlands voetballer. 
In seizoen 2008/2009 kwam hij uit voor AGOVV Apeldoorn in de Eerste divisie. Hij is de jongere broer van voetballer Julian Jenner.
Jenner speelde in de jeugd van ADO Den Haag. Via amateurvereniging VSV TONEGIDO belandde hij in 2008 bij AGOVV, waarvoor hij op amateurbasis uitkwam. De verbintenis werd in 2009 niet verlengd. Jenner sloot zich vervolgens aan bij amateurclub DHC Delft.